# Agga
Agga (oder Aka) war von 2601 v. Chr. bis 2581 v. Chr. (oder ca. 2585–um 2550) sumerischer König der Stadt Kiš.
Der Streit zwischen Agga und Gilgamesch wird in der Erzählung Gilgamesch und Agga erzählt.
Agga war der Sohn des Enmebaragesi. Er war der letzte Herrscher der Etana-Dynastie und wurde von Gilgamesch, dem König von Uruk, um 2570 v. Chr. besiegt.
Hinweis: Aufgrund der schwierigen Quellenlage für Epochen aus vorchristlicher Zeit weichen Schreibweisen und Datierungen immer wieder voneinander ab bzw. haben nur im Kontext des dazugehörenden Werks der Fachliteratur eine akzeptable Konsistenz.